# Geografia Wyspy Świętej Heleny, Wyspy Wniebowstąpienia i Tristan da Cunha

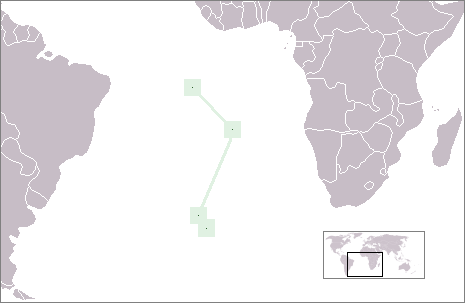
Położenie Wyspy Świętej Heleny, Wyspy Wniebowstąpienia i Tristan da Cunha

Wyspa Świętej Heleny, Wyspa Wniebowstąpienia i Tristan da Cunha to należące do Wielkiej Brytanii zamorskie terytorium, które leży na środku (jego południowa część) Oceanu Atlantyckiego. Te samotne wyspy dzielą się na trzy okręgi administracyjne: Wyspa Świętej Heleny, Wyspa Wniebowstąpienia i Tristan da Cunha. Wyspy leżą od siebie w bardzo dużym oddaleniu, toteż każda z nich cechuje się odmiennymi warunkami naturalnymi. Terytorium to w formie skróconej nazywane jest Świętą Heleną.

## Powierzchnia, położenie poszczególnych wysp

### Powierzchnia
- Powierzchnia całkowita - 420 km²
- Powierzchnia Wyspy Świętej Heleny - 122 km²
- Powierzchnia Wyspy Wniebowstąpienia - 91 km²
- Powierzchnia grupy wysp Tristan da Cunha - 207 km²

### Położenie poszczególnych wysp
- Wyspa Świętej Heleny - 15°58'S i 5°42'W, około 1900 km na zachód od południowo-zachodniego wybrzeża Afryki.
- Wyspa Wniebowstąpienia - 7°57'S i 14°22'W, około 1600 km od wybrzeży Afryki.
- Tristan da Cunha - 37°15'S i 12°30'W, i położony 2800 km na zachód Kapsztadu.

## Ukształtowanie poziome

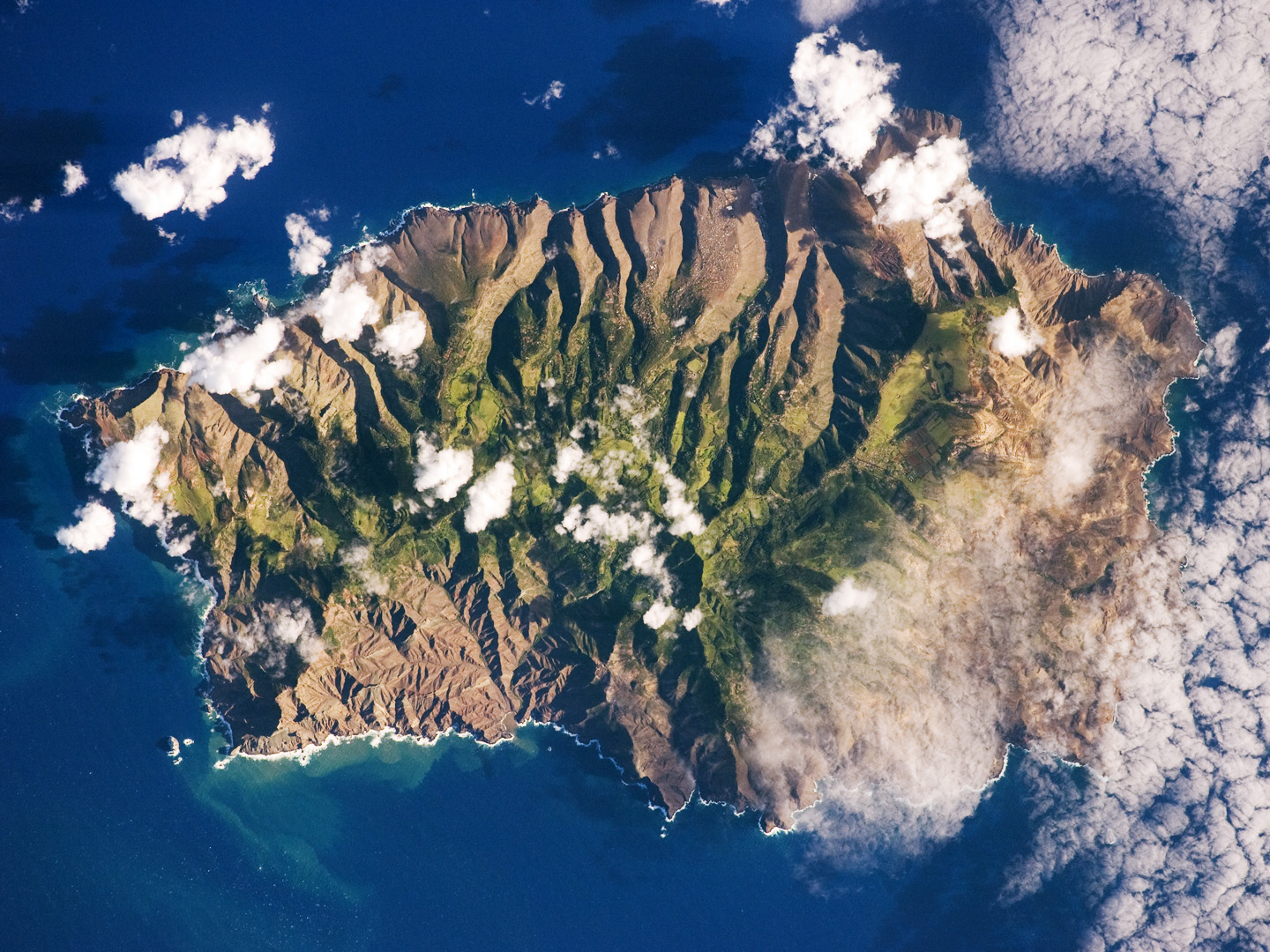
Wyspa Świętej Heleny

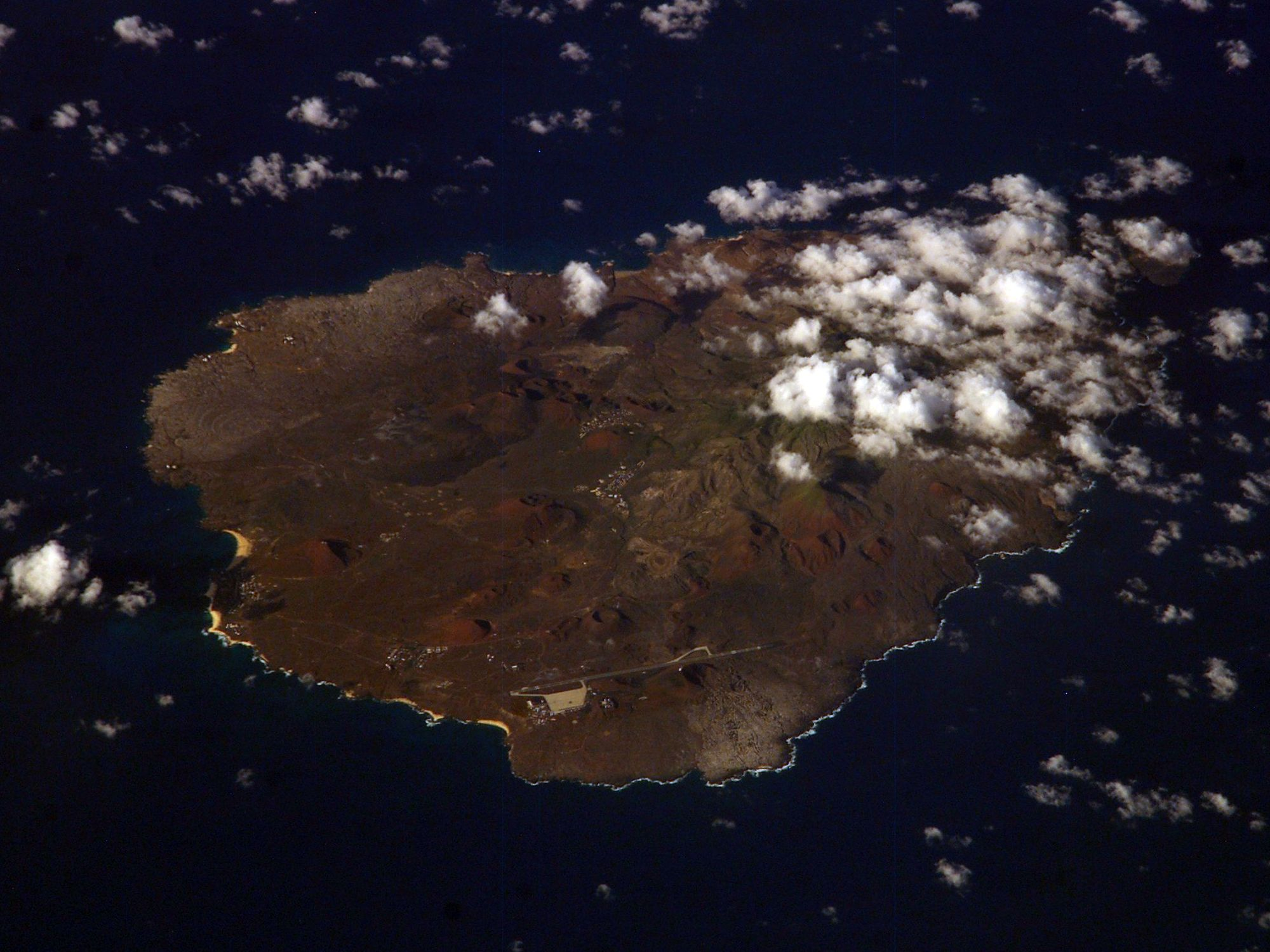
Wyspa Wniebowstąpienia

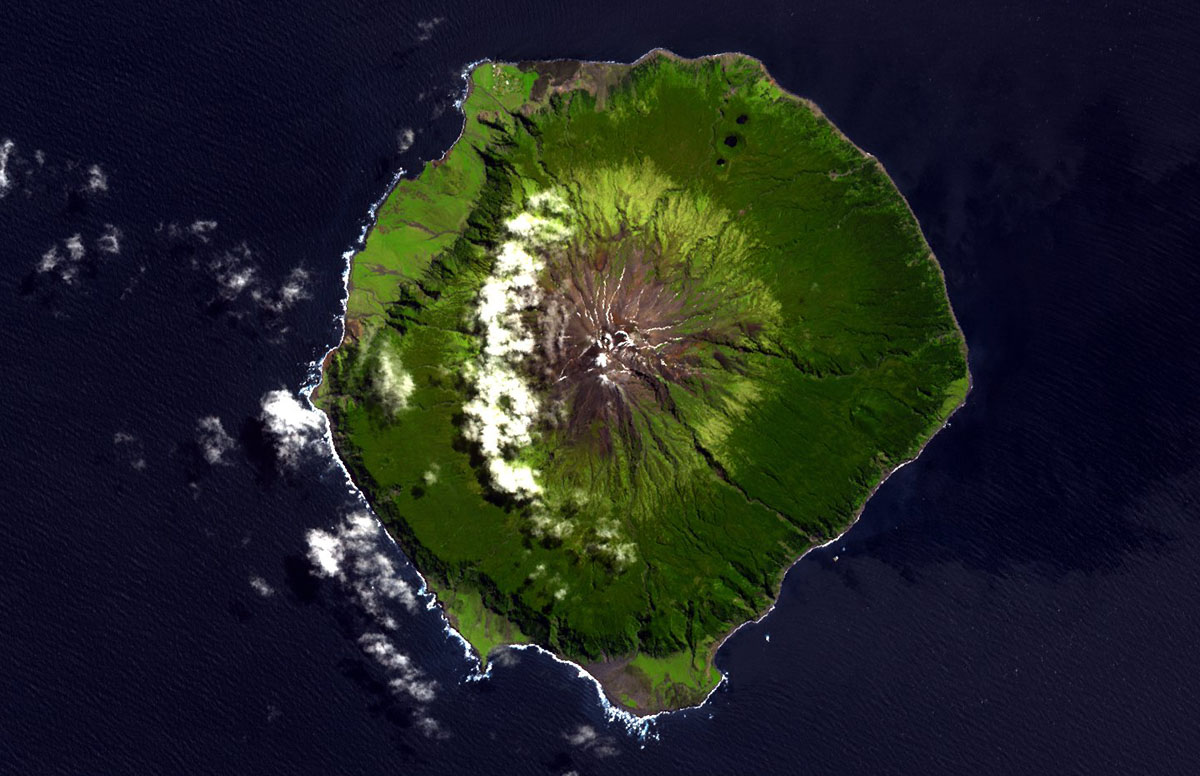
Wyspa Tristan da Cunha

Wyspy rozciągają się w układzie południkowym i cechują się umiarkowanie rozwiniętą linią brzegową. Wyspa Świętej Heleny i Wyspa Wniebowstąpienia mają w zasadzie owalny kształt, jednak liczne są wielkie zatoki i małe półwyspy, ukształtowane w wyniku procesów falowania morskiego. Obie mają niemal na całej długości wybrzeże skaliste, gdzie liczne są mniejsze i większe klify. Silną surowością cechuje się trzecia grupa wysp Tristan da Cunha, do której należą wyspy: Inaccessible Island, Nightingale Island z dwiema mniejszymi, przybrzeżnymi wysepkami i Gough Island. Gough Island jest samotną wysepką, leżącą 360 km na południowy wschód od grupy Tristan da Cunha. Wyspy te mają stosunkowo dobrze rozwinięta linię brzegową, gdzie znajdują się wyraźne zatoki (poza wyspą Tristan da Cunha, która jest owalna). Surowe wybrzeże wysp jest skaliste, wysokie. Dotyczy to szczególnie Tristan da Cunha, gdzie znajdują się wysokie klify. 

## Budowa geologiczna i rzeźba
Wyspy powstały wskutek działalności wulkanicznej związanej z Grzbietem Środkowoatlantyckim. Obecnie na wyspach nie ma czynnych wulkanów, a wyjątek stanowi tylko wyspa Tristan da Cunha. Wyspy zbudowane są ze skał magmowych oraz wylewnych, a wpływ na kształt ich powierzchni miała działalności wulkaniczna. Jest to widoczne przede wszystkim na Wyspie Świętej Heleny, gdzie zastygłe potoki lawowe wytworzyły na brzegu morskim wysokie falezy. 
Wszystkie wyspy w mniejszym lub większym stopniu cechują się górzystym krajobrazem, przez co są pozbawione monotonii. Wyspa Świętej Heleny jest wybitnie górzysta, gdzie obszarów równinnych nie ma w ogóle. Niewysokie pasma gór rozcięte są małymi śródgórskimi dolinami i kotlinami, a najwyższy szczyt Diane Peak wznosi się na 823 m n.p.m. Wyspa Wniebowstąpienia różni się nieco do Wyspy Świętej Heleny, udziałem obszarów nizinnych, które skupiają się we wschodniej, a szczególnie w południowo-wschodniej części wyspy. Jej najwyższy punkt ma 875 m n.p.m. Obszary górzyste skupiają się na zachodzie, a na wschodzie wznoszą się niskie i wygasłe stożki wulkaniczne. W południowo-wschodniej części znajdują się fragmenty równinne, gdzie znajduje się lotnisko. Tristan da Cunha to wyspa wybitnie górzysta, gdzie prawie cały jej obszar zajmuje wysoki wulkan - Queen Mary’s Peak o wysokości 2 060 m n.p.m. Zbocza górskie opadają do samego brzegu morskiego. Pozostałe wyspy także cechują się górskim charakterem, choć wysokości na poziom morza są dużo niższe.

## Klimat
Święta Helena jest grupą wysp rozrzuconych na znacznym obszarze, toteż na każdej z trzech grup panuje inny klimat. Najdalej wysunięta na północ wyspa: Wyspa Wniebowstąpienia leży w strefie klimatu równikowego, gorącego, ale cechującego się niskimi opadami. Średnie temperatury roczne wynoszą 26 °C, gdzie roczne i dobowe amplitudy są niewielkie. Opady sięgają 600 mm rocznie. Wyspa Świętej Heleny leży w strefie klimatu zwrotnikowego, morskiego, który łagodzony jest przez pasaty i prądy morskie. Średnia roczna termiczna wynosi 24 °C. Zimą średnie temperatury wynoszą 18 °C, zaś latem sięgają 29 °C. Dobowe różnice są niewielkie, a w najwyższych częściach wyspy, średnia dobowa jest o 3-5 °C niższa. Opady sa niskie i wynoszą od 200 do 400 mm rocznie. Inny klimat ma Tristan da Cunha, wyspy te leżą w strefie klimatu umiarkowanego ciepłego, o morskim charakterze. Klimat jest tam chłodniejszy z racji tego iż półkula południowa cechuje się niższymi temperaturami niż północna, co jest związane z proporcjami kontynentów i oceanów. Na Tristana da Cunha, średnia temperatura roczna wynosi 15 °C. Zimą średnie wartości termiczne wynoszą 12-13°, zaś latem 17-19 °C. Klimat jest bardzo zbliżony do tego jaki panuje np. w Irlandii. Opady są wysokie i wynoszą około 1 600 mm rocznie, gdzie nie ma wyraźnych różnic w skali roku. Odosobniona wyspa Gough Island leży w strefie "ryczących czterdziestek", co oznacza, że występują tam silne wiatry. Cechą tej wyspy są niskie temperatury i wysokie opady deszczu, oraz częste sztormy.

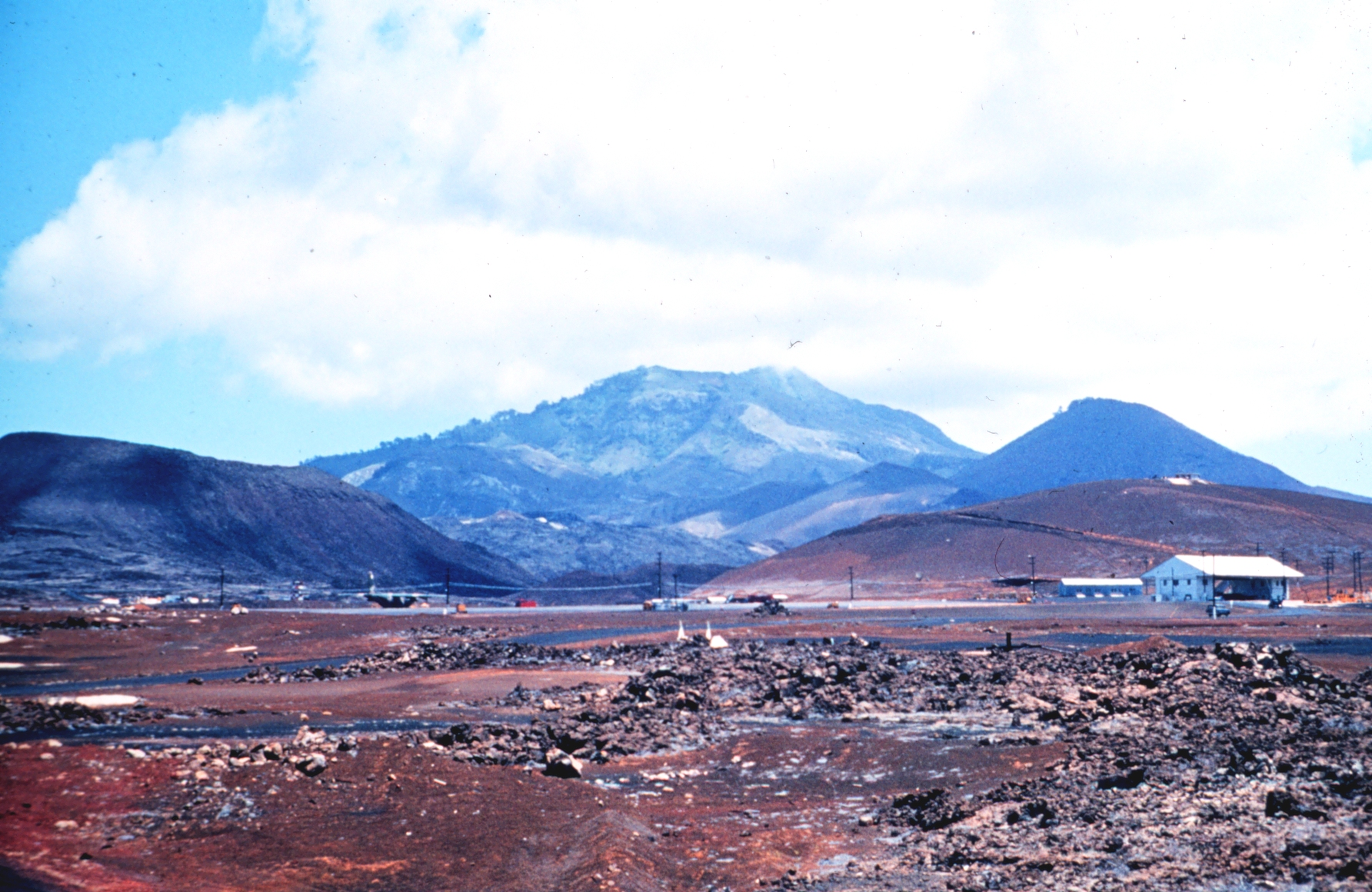
Widok na górzystą część Wyspy Wniebowstąpienia

## Wody
Sieć rzeczna wszystkich wysp jest mało zasobna w wody, ale dość gęstą. Na Wyspie Świętej Heleny jak i na Wyspie Wniebowstąpienia liczne są źródła, gdzie z wielu biorą swój początek niewielkie strumienie spływające do oceanu.

## Gleby
Pokrywa glebowa mimo obecności podłoża wulkanicznego jest mało urodzajna, choć dobrze wykształcona. Wykorzystanie rolnicze jest utrudnione ze względu na obecność części szkieletowych.

## Flora i fauna
Szata roślinna wszystkich wysp jest uboga. Na Wyspie Świętej Heleny można wyróżnić trzy piętra roślinne. Są to: skaliste, skąpo porośnięte wybrzeża, drugim piętrem są łąki i zarośla, które sięgają 600 m n.p.m. i pokryte lasami szczyty górskie, gdzie rosną palmy, cedry i eukaliptusy. Na wszystkich wyspa rośnie wiele endemitów. Podobna szata roślinna występuje na Wyspie Wniebowstąpienia. Grupa wysp Tristan da Cunha cechuje się bardziej surowymi warunkami roślinnymi, przez co pokrywa roślinna jest uboga, a szczególnie na mniejszych wyspach występują nagie skały. Na głównej wyspie charakterystyczna jest roślinność łąkowa.
Fauna także jest uboga, ssaki reprezentowane są przez gryzonie do których należą szczury i króliki. Wyspy są miejscem gniazdowania zielonych żółwi morskich. Liczne jest ptactwo morskie, gdzie dominują ptaki wędrowne. Na Tristan da Cunha występują pingwiny.